# Euroregion Karpaten
Die Euroregion Karpaten ist eine internationale Vereinigung, die am 14. Februar 1993 von den Außenministern Polens, der Slowakei, der Ukraine und Ungarns in Debrecen gegründet wurde. Rumänien kam im April 1997 hinzu.
Die Euroregion Karpaten umfasst 19 administrative Einheiten in fünf Ländern Mittel- und Osteuropas: in Polen, Rumänien, der Slowakei, der Ukraine und Ungarn. Das Gebiet der Euroregion Karpaten umfasst in etwa 148.095 Quadratkilometer und ist die Heimat von ungefähr 15 Millionen Menschen. Die Euroregion wurde gegründet, um die Menschen der gesamten Region zusammenzubringen und Kooperationen in Wissenschaft, Kultur, Bildung, Handel, Tourismus und Wirtschaft zu fördern. 

## Beteiligte Gebietskörperschaften
In den genannten Ländern beteiligen sich folgende Gebietskörperschaften an der Euroregion:

### Polen
In Polen ist die südöstliche Woiwodschaft Karpatenvorland Teil der Euroregion.

### Rumänien
In Rumänien umfasst die Euroregion die sieben Kreise Bihor, Sălaj, Satu Mare, Maramureș (im Nordwesten), Harghita, Suceava und Botoșani (im Nordosten).

### Slowakei
Aus der Slowakei sind die ostslowakischen Landschaftsverbände Prešov und Košice an der Euroregion beteiligt.

### Ukraine
Die Ukraine ist mit den vier westukrainischen Oblasten Lwiw, Transkarpatien, Iwano-Frankiwsk und Tscherniwzi in der Euroregion vertreten.

### Ungarn
In Ungarn zählen die fünf im Nordosten des Landes gelegenen Komitate Borsod-Abaúj-Zemplén, Hajdú-Bihar, Heves, Jász-Nagykun-Szolnok und Szabolcs-Szatmár-Bereg zur Euroregion.